# Diomedea
Diomedea es un género de aves procelariformes de la familia de los albatros (Diomedeidae) que incluye a las especies de albatros de mayor tamaño de la familia.

## Especies
Según diferentes autoridades abarca entre dos y seis especies actuales.
- Albatros viajero (Diomedea exulans)
  - Albatros de las Antípodas (Diomedea exulans antipodensis)
  - Albatros de la Ámsterdam (Diomedea exulans amsterdamensis)
  - Albatros de Tristán (Diomedea exulans dabbenena)
- Albatros real (Diomedea epomophora)
  - Albatros real del norte (Diomedea epomophora sanfordi)

Anteriormente las especies de los géneros Thalassarche y Phoebastria se situaban en el género Diomedea.